# Universidad de Bérgamo
La Universidad de Bérgamo (en italiano, Università degli Studi di Bergamo) es una universidad estatal italiana fundada en la ciudad de Bérgamo (Lombardía) en 1968.

## Historia
La primera estructura universitaria en la ciudad de Bérgamo fue el Colegio Superior de Periodismo y Medios audiovisuales, colegio universitario de especialización de posgrado nacido sobre una iniciativa de la Universidad Católica del Sagrado Corazón de Milán y con la oposición del Consistorio de Bérgamo. Bajo la dirección de Mario Apollonio, fue abierta en 1961 y ubicada en el Palacio del Podestà, en la plaza Vieja.
El 16 de noviembre de 1968 se constituyó el "Consorcio para la institución de facultades universitarias en Bergamo", que reunía la representación del Ayuntamiento, la administración provincial y la Cámara de Comercio. Tras el cierre del curso de lenguas extranjeras en la Universidad Bocconi de Milán, en el mismo 1968 se inauguró el Instituto de Lenguas y Literaturas Extranjeras, a través un comité presidido por Vittore Branca. Los estatutos de la Institución Universitaria fueron aprobados en diciembre de 1968.
Los cursos empezaron en el año académico 1968-69, actuando como rector el profesor Vittore Branca. Se pusieron en marcha cinco lenguas fundamentales (francesa, inglesa, español, ruso, alemán). En el 1974, bajo la gestión de Serio Galeotti, rector en el período 1972-1975, se abrió el curso de licenciatura en Economía y Comercio, aunque el mayor empuje a los estudios en el campo económico vino de la mano del rector Giorgio Szegö, en el 1985, con el nacimiento de la Facultad de Economía y Comercio. Durante el rectorado de Pietro Enrico Fierros, en el 1991, fue inaugurada en Dalmine la Escuela de Ingeniería, con estudios de ingeniería en gestión medioambiental, a los cuales seguirían estudios de ingeniería mecánica, en noviembre de 1992, cuando se convirtió formalmente en Universidad de los Estudios de Bérgamo, un organismo estatal.
Durante el mandato del rector Alberto Castoldi (1999-2009) se inauguraron las facultades de Letras y Filosofía, con la inserción de los nuevos cursos de Psicología Clínica y Ciencias de la Educación. En 2004 se implantó la Facultad de Jurisprudencia. En el 2001, se produce el traslado de la facultad de economía de la Ciudad alta a la Ciudad baja, Bérgamo bajo, en vía de los Caniana. Con el asentamiento en el complejo de Sant'Agostino y junto al antiguo Colegio Barones, que constituyen el núcleo de un nuevo polo humanístico, y el traslado de algunas oficinas en la sede de vía San Bernardino, llevando los espacios complementarios más de 40.000 metros cuadrados.
Entre 2009 y 2015 el rector fue Stefano Paleari y se inauguró el aula magna en la antigua iglesia medieval de San Agostino. En el 2016, a Paleari le sucede el rector Remo Morzenti Peregrinos.
En 2015 fue nombrado rector Remo Morzenti Pellegrini. En julio de 2016 la universidad emitió un comunicado de condena al régimen turco.

## Campus
La Universidad de Bergamo se articula en tres campus – campus humanístico, campus económico-jurídico, campus de ingeniería– que tienen sede en diversos puntos de las ciudades de Bérgamo y Dalmine. La peculiar disgregación de las sedes universitarias es fruto no solo de la progresiva expansión de sus centros a lo largo de los años, sino también de una precisa voluntad de diseminar los centros por el perímetro urbano para interactuar mejor con este.
- El campus humanístico está ubicado en el centro histórico de Bérgamo (Ciudad alta), con el Departamento de Lenguas, literaturas y culturas extranjeras situado en un edificio histórico, el del antiguo pensionado de las Hermanas de la Caridad (Suore della Carità). En el Palacio Tercero se hallan el Rectorato y los Centros del Ateneo. El Departamento de Ciencias Humanas y sociales se encuentra en cambio en la plaza S. Agostino, en el interior del antiguo convento de la Orden de San Agustín, que cuenta con una famosa Biblioteca humanística. El polo humanístico se completa con el Departamento de Letras, Filosofía, Comunicación, situado en la vía Pignolo, en el antiguo Collegio Barones.
- El campus económico-jurídico se halla en el área urbana más reciente (Bérgamo baja), en la vía Caniana, con el Departamento de Ciencias Financieras y económicas y el Departamento de Jurisprudencia.
- En Dalmine, se encuentra el campus de ingeniería, con el Departamento de Ingeniería en gestión medioambiental, de información y de producción, el Departamento de Ingeniería y ciencias aplicadas y los laboratorios didácticos y de investigación. Junto al campus de ingeniería se halla el CUS, el Centro Universitario Deportivo de Bérgamo.

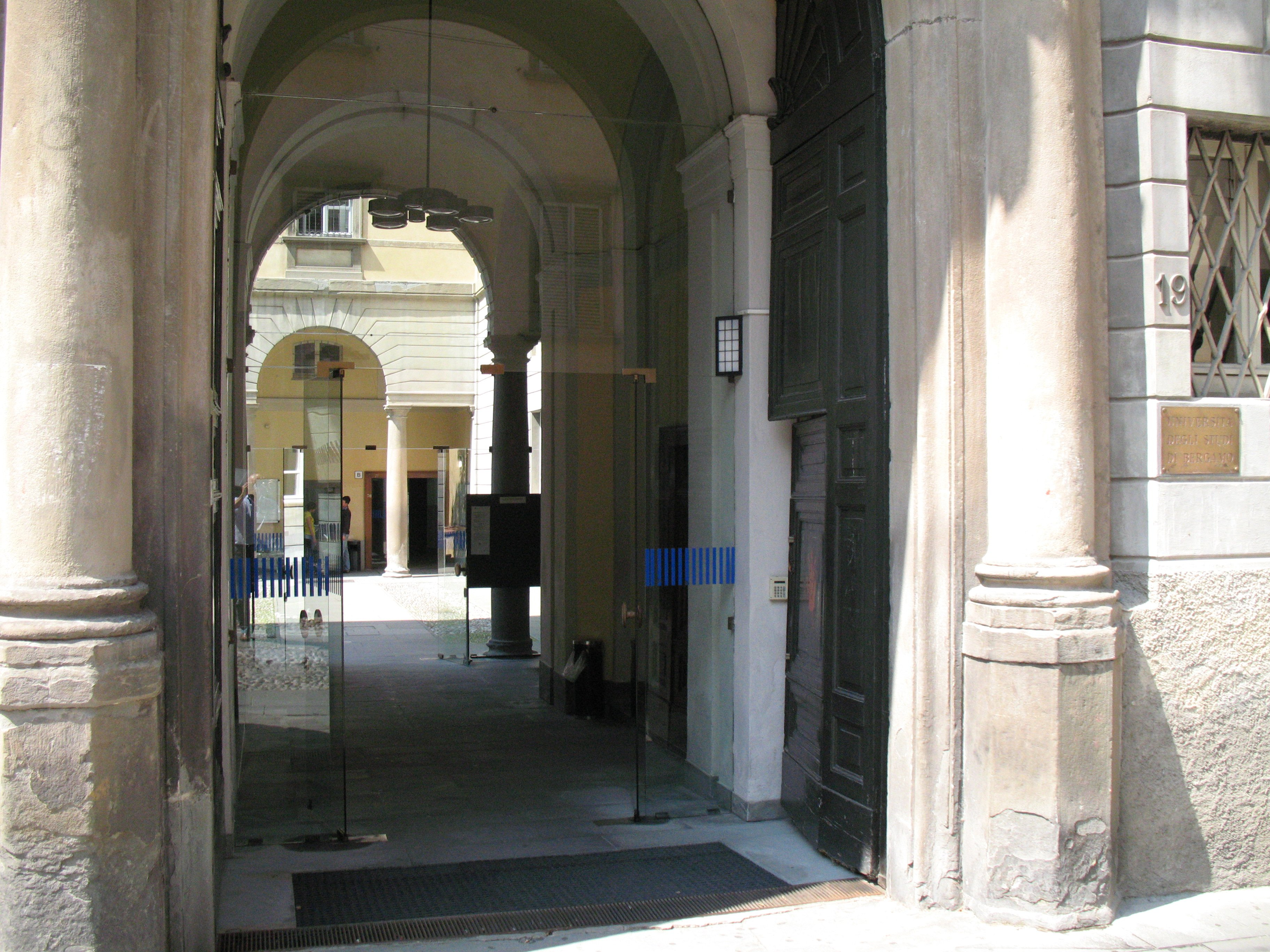
Entrada principal de vía Salvecchio, sede del Rettorato y del Departamento de Lenguas, Literaturas Extranjeras y Comunicación
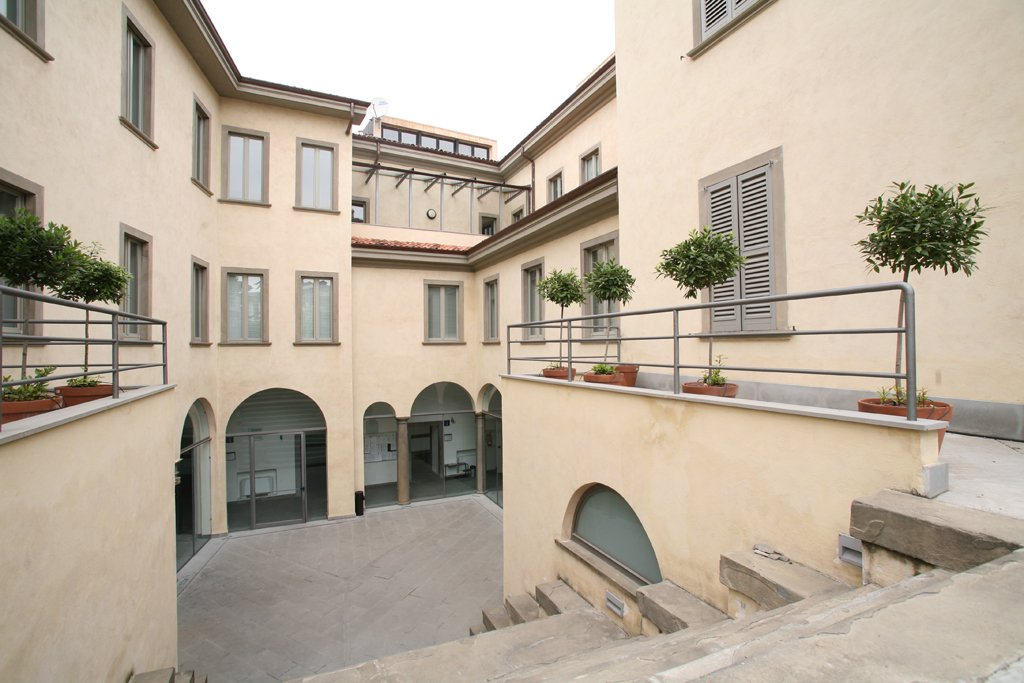
Patio interior de la sede de Plaza Rosada, Departamento de Lenguas, Literaturas Extranjeras y Comunicación
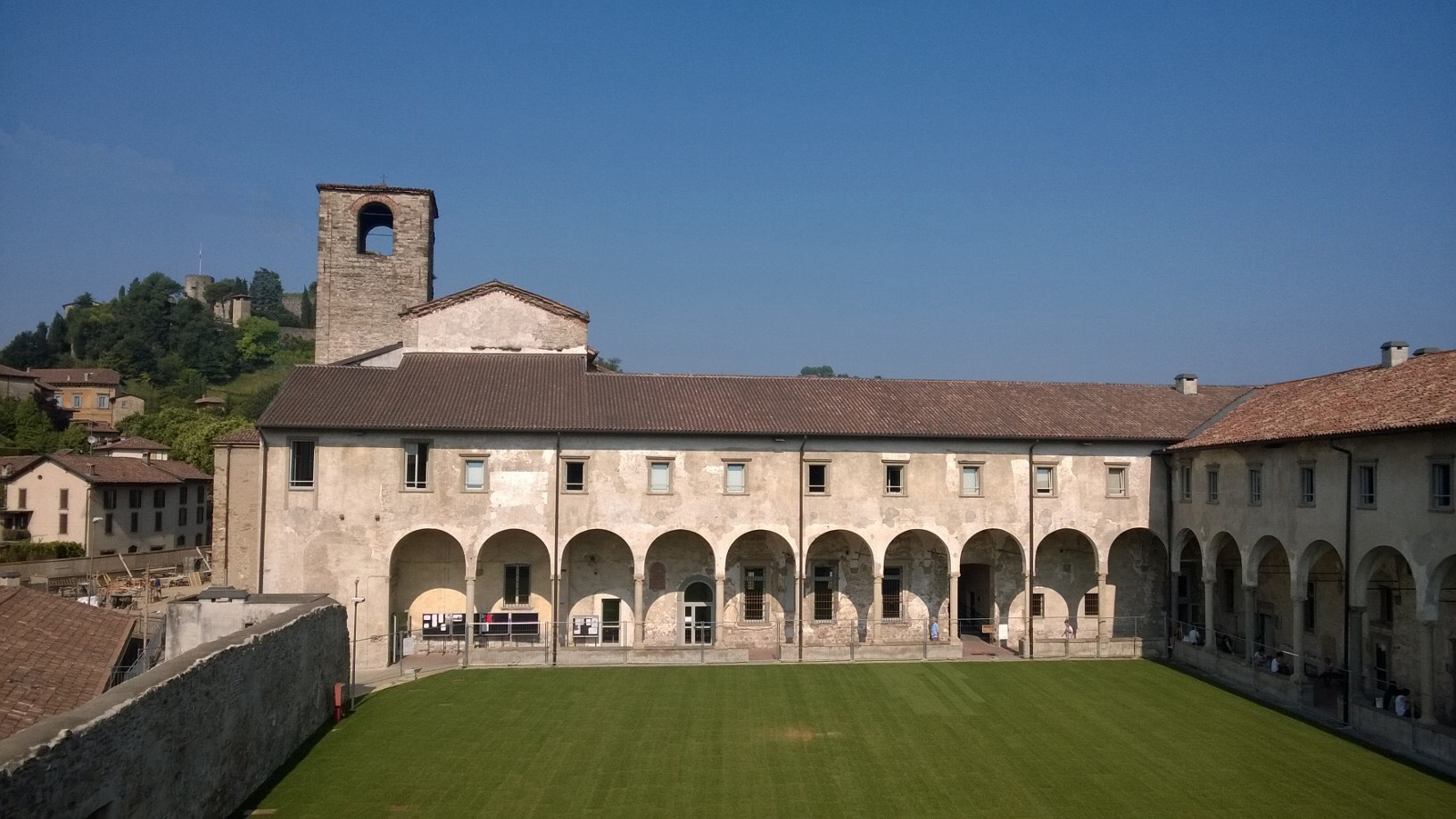
Claustro interior del antiguo monasterio de Sant'Agostino, hoy sede del Departamento de Ciencias humanas y sociales
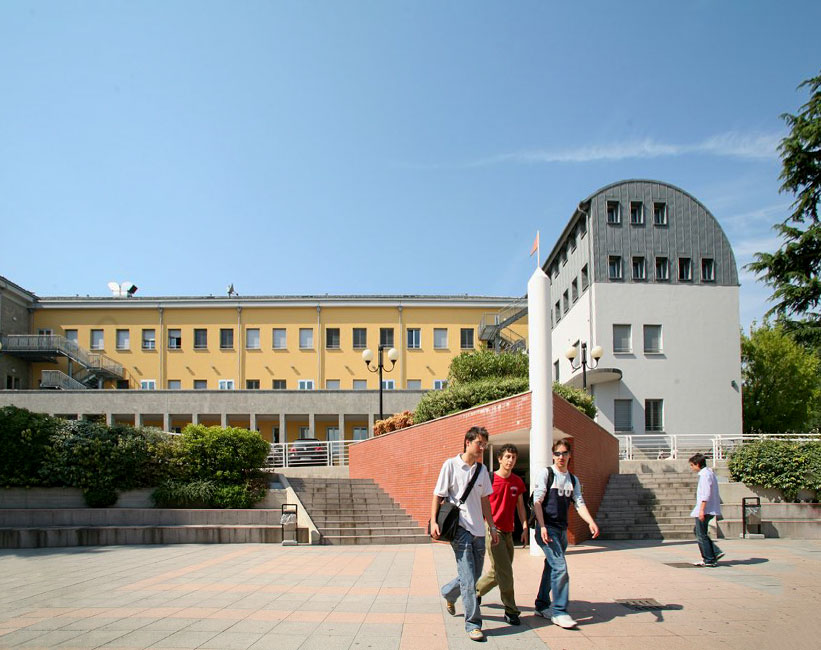
Fachada del Edificio B, parte del Campus de Ingeniería en Dalmine (BG)
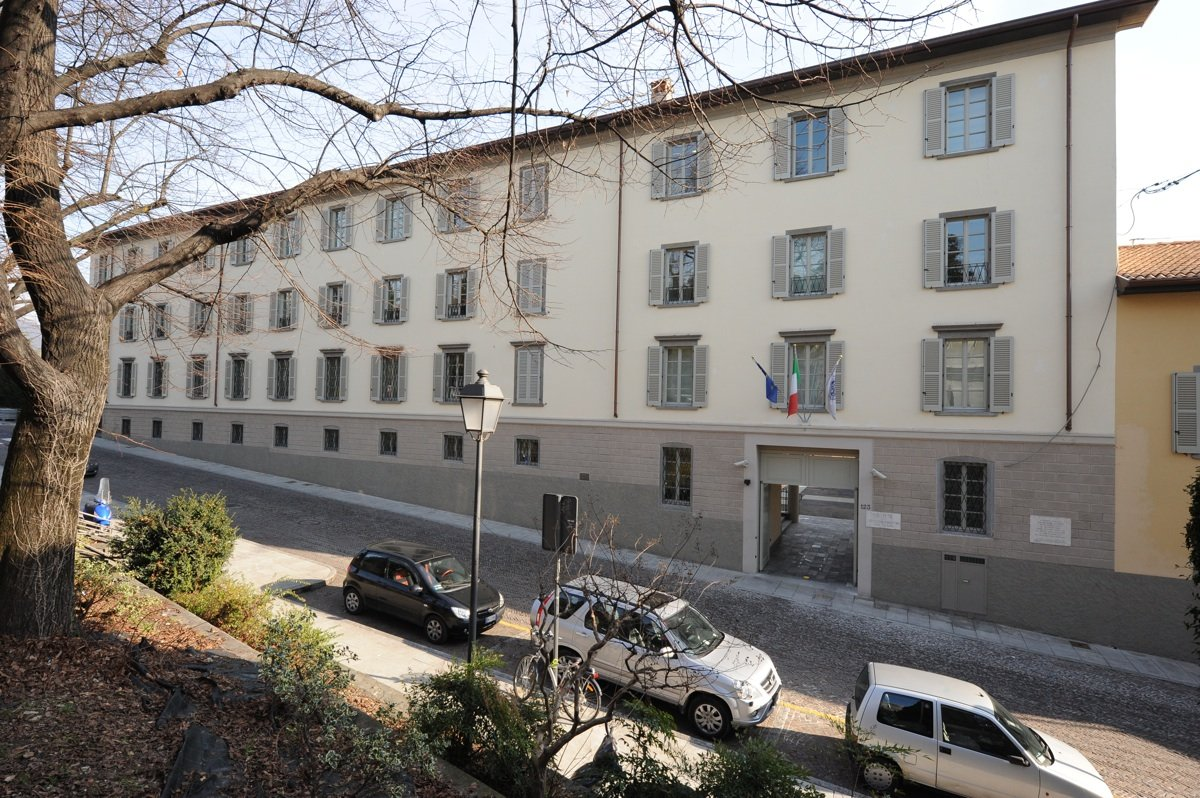
Exterior del antiguo Collegio Barones, hoy sede del Departamento de Letras y Filosofía en vía Pignolo.
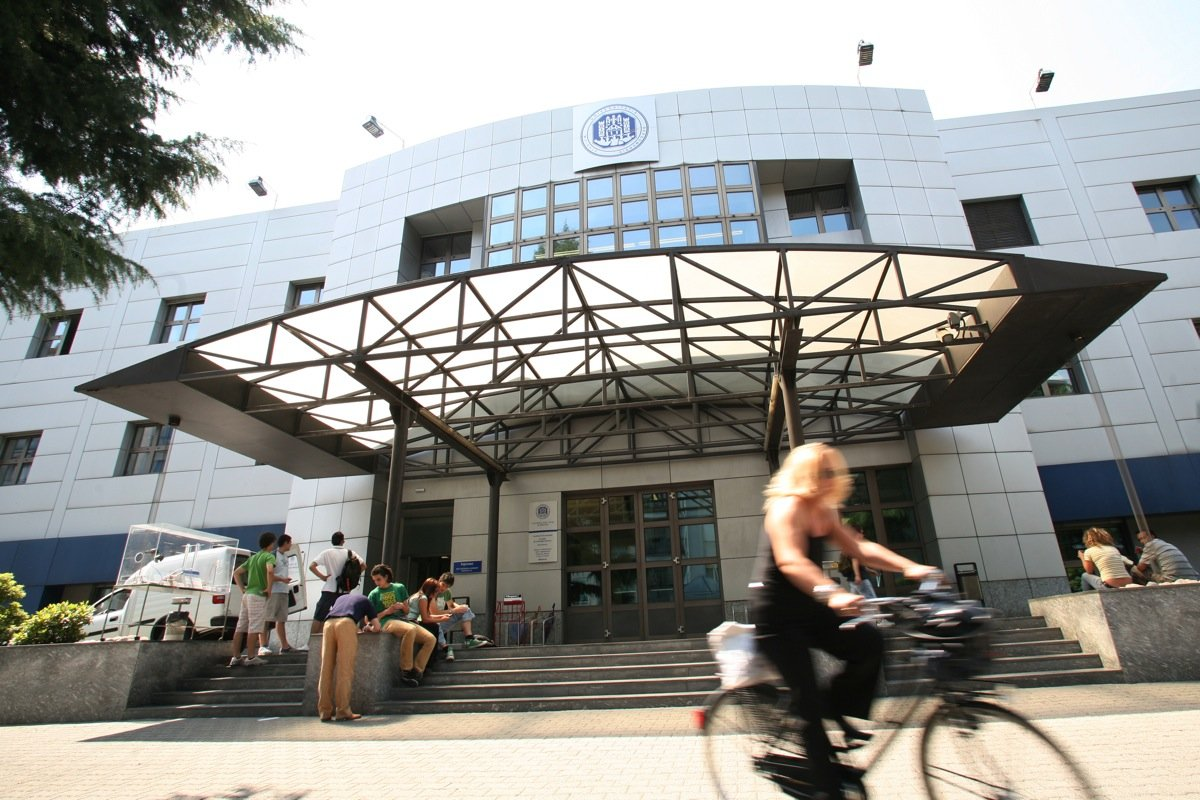
Exterior del edificio de vía Caniana, sede del Departamento de Ciencias Financieras y Económicas y del Departamento de Jurisprudencia
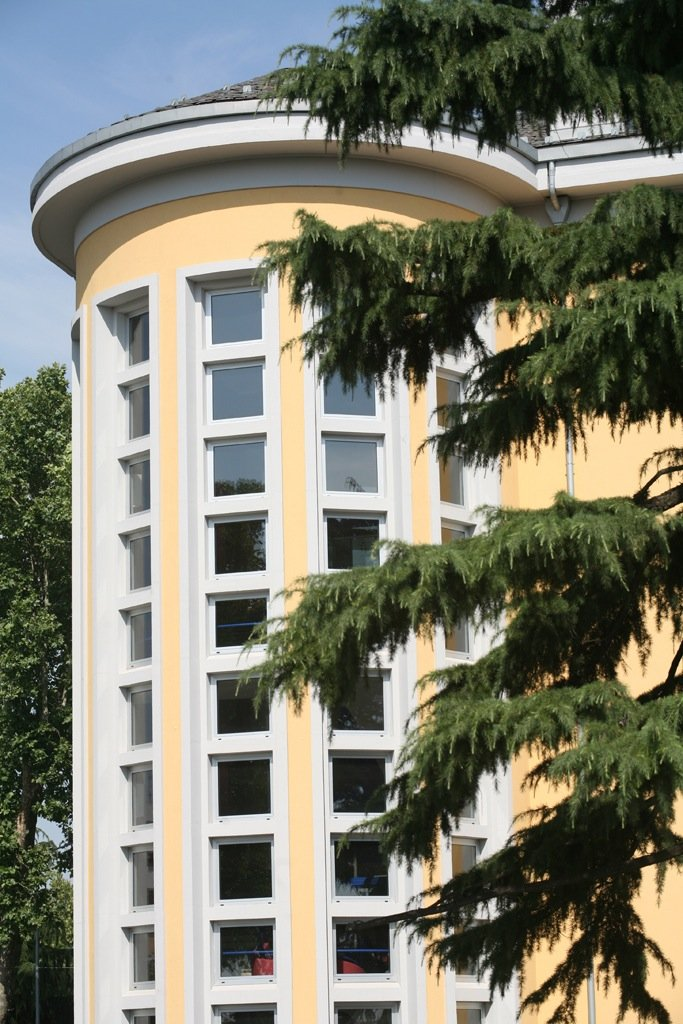
Facultad de Ingeniería. Edificio B, vista lateral (Dalmine)
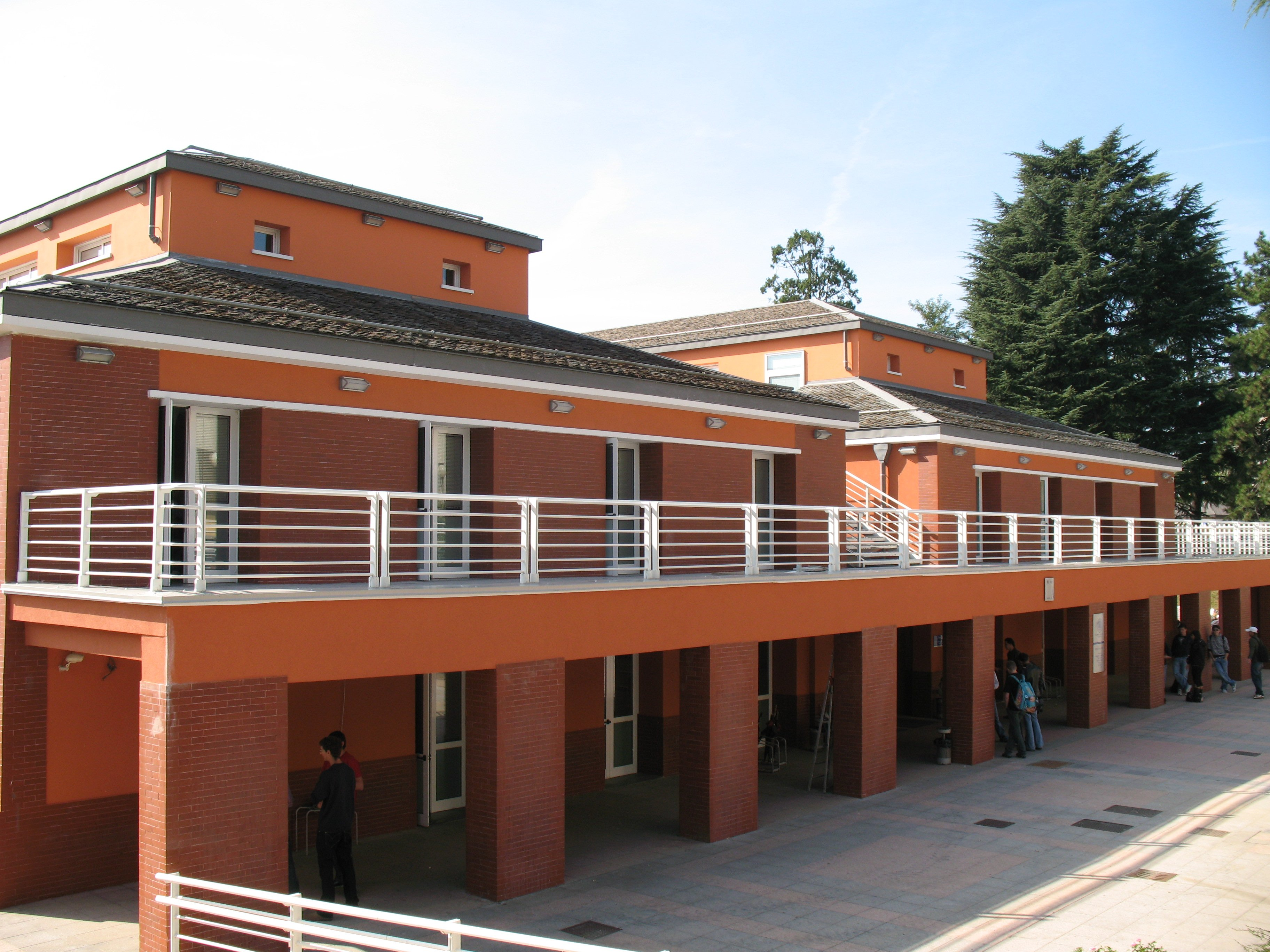
Dalmine. Facultad de Ingeniería. Edificio A, vista desde la fachada (Dalmine)

## Departamentos
Los Departamentos actualmente son 6:

### Jurisprudencia
Cursos de Licenciatura:
- Operador jurídico de empresa (Trienal)
- Jurisprudencia (Magistral de ciclo único)
- Jurisprudencia - Alumnos Oficiales GdF (Magistral deciclo único)
- Derechos del hombre y ética de la cooperación internacional (en colaboración con Letras y Filosofía, y Ciencias Financieras, económicas y métodos cuantitativos) (Magistral)

### Ingeniería
Cursos de licenciatura:
- - Ingeniería informática (Trienal, Magistral)
  - Ingeniería de gestión (Trienal, Magistral)
  - Ingeniería mecánica (Trienal, Magistral)
  - Ingeniería civil (Trienal, Magistral)
  - Ingeniería de la tecnología para la salud (Trienal)

### Letras y Filosofía
Cursos de licenciatura:
- Filosofía (en colaboración con Ciencias humanas y sociales) (Trienal)
- Letras (Trienal)
- Culturas modernas comparadas (Magistral)
- Derechos del hombre y ética de la cooperación internacional (en colaboración con Jurisprudencia y Ciencias Financieras, económicas y métodos cuantitativos) (Magistral)

### Lenguas, literaturas extranjeras y comunicación
Cursos de licenciatura:
- Lenguas y literaturas extranjeras modernas (Trienal)
- Ciencias de la comunicación (Trienal)
- Comunicación, información, editor (Magistral)
- Lenguas y literaturas europeas y panamericanas (Magistral)
- Lenguas modernas para la comunicación y cooperación internacional (Magistral)
- Planeamiento y gestión de los sistemas turísticos (Magistral)

### Ciencias Financieras, económicas y métodos cuantitativos
Cursos de licenciatura:
- Economía (Trienal)
- Economía Financiera (Trienal)
- Economics and Global Markets (Magistral)
- Hacienda, dirección administrativa y profesional (Magistral)
- Management, Finance and International Business (Magistral)
- Derechos del hombre y ética de la cooperación internacional (en colaboración con Jurisprudencia y Letras y Filosofía) (Magistral)

### Ciencias humanas y sociales
Cursos de licenciatura:
- - Ciencias de la educación (Trienal)
  - Ciencias psicologiche (Trienal)
  - Ciencias de la formación primaria (Ciclo único)
  - Filosofía (en colaboración con Letras y Filosofía) (Trienal)
  - Ciencias pedagógicas (Magistral)
  - Psicología clínica (Magistral)
  - Psicología clínica - currículo Clinical Psychology for Individuals, Families and Organizations (Magistral)

## Datos
Estos son los datos más destacados de sus campus en el curso 2013-2014
- Departamentos: 6
- Cursos de licenciatura de trienal: 14
- Cursos de licenciatura especialidad y magistral: 18
- Cursos de licenciatura especialidad y magistral de ciclo único: 1
- Master (a.a. 2015/2016): 6
- Centros de investigación y de formación de ateneo: 7
- Doctorados de investigación: 12
- Docentes e investigadores: 331
- Personal técnico-administrativo: 224
- Doctorandos: 274
- Auxiliares de investigación: 98
- Puesta aula: 6.925
- Biblioteca: 289
- Sitios mensa: 502
- Viviendas: 159
- Emplazamientos PC: 473
- Inscritos: 15.206
- Inscripciones de primer año: 4.709
- Licenciados trienal o quinquenal: 1.774
- Licenciados especialidad: 758
- Licenciados V.O.: 12

Además, como informa el artículo del Eco de Bergamo, los estudiantes de la Universidad de Bérgamo representan el 0.89% del total nacional, mientras la financiación que recibe el ateneo ronda el 0.50% del total.
La Universidad ha tenido una gran expansión en la última década: el número de matriculados se ha doblado (era de 8.066 en el 2000), así como el del personal técnico administrativo. A su vez, se ha triplicado el número de docentes e investigadores y de vigilantes de su patrimonio inmobiliaria, que cuenta con 43.703 m² de propiedad y 18.249 m² en alquiler, entre las sedes de Bérgamo y Dalmine. En estos últimos años se han multiplicado sus producciones científicas, que eran en 2008 de 14 patentes registradas.

## Ver
- Bérgamo

- Datos: Q45855
- Multimedia: Università di Bergamo / Q45855